# Comuna Volodarka, Poliske
Volodarka (în ucraineană Володарка) este o comună în raionul Poliske, regiunea Kiev, Ucraina, formată din satele Dubova, Horodeșciîna și Volodarka (reședința).

## Demografie
Componența lingvistică a comunei Volodarka
     Ucraineană (95,82%)
     Rusă (3,35%)
     Alte limbi (0,84%)
Conform recensământului din 2001, majoritatea populației comunei Volodarka era vorbitoare de ucraineană (95,82%), existând în minoritate și vorbitori de rusă (3,35%).